# Клан Огілві

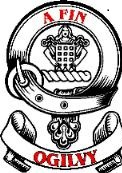
Емблема (хрест) клану Огілві.

Герб Девіда Огілві — ХІІІ графа Ейрлі — вождя клану Огілві.

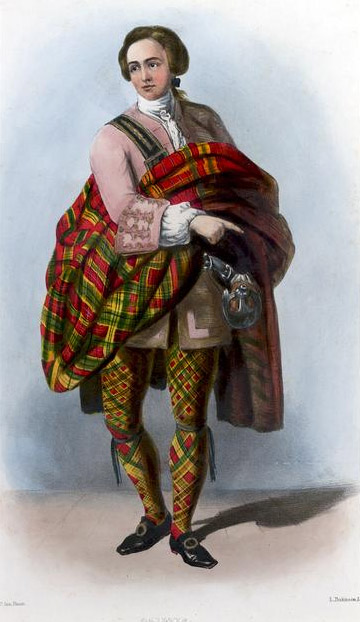
Людина з клану Огілві у традиційному одязі. Малюнок художника Р. Р. Мак 1845 року.

Герб графів Шефілд, гілки клану Огілві.

Герб графів Фіндлейтер, гілки клану Огілві.

Клан Огілві (шотл. — Clan Ogilvy, Ogilvie) — один з  гірських шотландських кланів Гайленду.

## Історія

### Походження клану
Землі Огілві розташовані на території, що називається Ангус. Ця назва походить від давньої назви Окел-фа (гельск. — Ocel-fa). Клан дуже давній. Вважається, що існував ще в часи, коли нинішньою Шотландією володіли пікти. У ті часи Ангус був мормером цієї землі. Пізніше його нащадки стали кланом до якого належать і графи цієї землі. Мормер Ангус потім став графом Ангус і Гіллебрайд. Відомо про одного з графів Ангус, що передав землі Огілві своєму синові Гілберту у 1177 році.

### Війна за незалежність Шотландії
З часів війни за незалежність Шотландії відомий лише один Огілві — Патрік де Огілві, що присягнув на вірність королю Англії Едуарду І Довгоногому у 1296 році і підписав присягу королю Англії - документ "Рагман Роллс".

### XIV–XV століття
У XIV–XV століттях вожді клану Огілві були шерифами землі Ангус. Син сера Вальтера Огілві з Автерхауза був вбитий під час війни між кланами у битві з кланом Робертсон у 1394 році. Клан Огілві брав участь у битві під Харлоу у 1411 році. Сер Патрік Огілві командував шотландськими силами які воювали у складі французької армії під командуванням Жанни д' Арк проти англійців. У Франції його називали Віскомт де Ангус.
У 1425 році сер Волтер Огілві — молодший син Огілві Вестер Поврі був призначений скарбничим Шотландії. Він був послом Шотландії в Англії у 1430 році, пізніше брав участь в організації шлюбу принцеси Маргарет з дофіном — спадкоємцем французького престолу. Сер Волтер Огілві мав багато синів, у тому числі сина Волтера, що став засновником династій графів Шефілд і Дескфорд. Його старшим сином був сер Джон Огілві Лінтратерн — він отримав грамоту на володіння замком Ейрлі. пізніше був послом в Данії. Тоді ж він отримав титул лорд Огілві Ейрлі.
Клан Огілві у війнах між кланами був союзником кланів Оліфант, Сетон, Гордон, Форбс. Клан Огілві брав участь у битві під Арброат 24 січня 1445 року проти Майстра Крауфорда та клану Ліндсей.

### XVI століття—англо-шотландські війни
Вождь клану Огілві — Джеймс Огілві — IV лорд був вбитий у битві під Пінкі Клеу у 1547 році.

### XVII століття— громадянська війна на Британських островах
У 1639 році лорд Огілві мав титул графа Ейрлі. Але клан Огілві постраждав внаслідок їх служби королям з династії Стюартів. Граф і його сини приєдналися до Джеймса Грема, І маркіза Монтроза і воювали проти ворогів короля Карла І. Граф Огілві відзначився у битві під Кілсіт, де Монтроз переміг своїх ворогів. Сер Томас Огілві — другий син графа підняв свій полк боротися за роялістів. Він був вбитий у битві під Інверлохі у 1645 році. Ця битва була ще однією перемогою Монтроза. Старший син графа — лорд Огілві брав участь у битві під Філіфау у лютому 1645 року. У цій битві Монтроз був захоплений зненацька сильним ударом кавалерії супротивника під командою генерала Девіда Леслі — лорда Ньюарк. Мотрозу пощастило втекти, але лорд Огілві потрапив у полон. Огілві був ув'язнений в замку Сент-Ендрюс, але його відвідала сестра і обмінялася з ним одягом. Лорду Огілві пощастило таким чино втекти. Лорд Огілві дожив до реставрації монархії у Великій Британії.

### XVIII століття— повстання якобітів
Клан Огілві підтримав Стюартів і повстання якобітів за незалежність Шотландії у 1715 році. Після поразки повстання лорд Огілві зміг повернутися додому тільки у 1725 році, але його права не були відновлені. Він помер у 1730 році. Його молодший брат Джон Огілві успадкував титул графа Ейрлі. Під час повстання якобітів у 1745 році Девід Огілві сформував полк, що складався переважно з людей клану Огілві і воював за Юного Претендента. У 1746 році полк бився у битві під Куллоден. Після поразки повстання лорд Огілві втік до Франції. Там він поступив на службу до короля Франції і отримав звання генерала. Графство Ейрлі було відновлене постановою парламенту у 1896 році. І було підтверджено, що Девід Огілві VI граф Ейрлі. Титул графа Шефілд було затверджено ще актом про унію у 1707 році.

### Клан Огілві сьогодні
Девід Огілві — ХІІІ граф Ейрлі є нинішнім вождем клану Огілві і в свій час служив камергером у королеви. Роль Огілві стала більш значною при дворі коли Ангус Огілві — брат вождя клану одружився з її королівською високістю принцесою Олександрою Кент. Є багато людей з клану Огілві, що живуть в Новій Зеландії, Австралії, Норвегії, Швеції, США, Канаді.

## Замки клану Огілві
- Замок Аухіндаун (шотл. — Auchindoun Castle) — був придбаний кланом Огілві у 1489 році.

- Замок Ейрлі (шотл. — Airlie Castle) — резиденція володарів Ангусу та графів Ейрлі.

- Замок Кортахі (шотл. — Cortachy Castle).

- Замок Банфф (шотл. — Banff Castle).